# 波啟善
波啟善（？—1850年），棟鄂氏，清朝军事将领，武状元及第。
道光十二年（1832年），武舉中式。道光十五年，登進士一甲第一名，授頭等侍衛。道光十九年，升兩廣督標前營參將。道光二十二年，任督標中軍副將、雲南曲尋協副將。道光二十四年，改黃岡協副將。道光二十六年，署潮州鎮總兵，后授河南河北鎮總兵。